# Campeonato Mundial de Atletismo de 2017 - 10000 m feminino
A competição dos 10000 metros feminino no Campeonato Mundial de Atletismo de 2017 foi realizada no Estádio Olímpico de Londres no dia 5 de agosto. Almaz Ayana da Etiópia levou a  medalha de ouro.

## Recordes
Antes da competição, os recordes eram os seguintes:
| Recorde mundial                               | Almaz Ayana (ETH)        | 29:17.45 | Rio de Janeiro, Brasil    | 12 de agosto de 2016  |
| Recorde do campeonato                         | Berhane Adere (ETH)      | 30:04.18 | Paris, França             | 23 de agosto de 2003  |
| Melhor marca do ano                           | Gelete Burka (ETH)       | 30:40.87 | Hengelo, Países Baixos    | 10 de junho de 2017   |
| Recorde africano                              | Almaz Ayana (ETH)        | 29:17.45 | Rio de Janeiro, Brasil    | 12 de agosto de 2016  |
| Recorde asiático                              | Junxia Wang (CHN)        | 29:31.78 | Pequim, China             | 8 de setembro de 1993 |
| Recorde da América do Norte, Central e Caribe | Molly Huddle (USA)       | 30:13.17 | Rio de Janeiro, Brasil    | 12 de agosto de 2016  |
| Recorde sul-americano                         | Carmem de Oliveira (BRA) | 31:47.76 | Estugarda, Alemanha       | 21 de agosto de 1993  |
| Recorde europeu                               | Elvan Abeylegesse (TUR)  | 29:56.34 | Pequim, China             | 15 de agosto de 2008  |
| Recorde da Oceania                            | Kim Smith (NZL)          | 30:35.54 | Palo Alto, Estados Unidos | 4 de maio de 2008     |

Os seguintes recordes foram estabelecidos durante esta competição: 
| Recorde             | Tempo    | Atleta      | Nacionalidade | Data                |
| ------------------- | -------- | ----------- | ------------- | ------------------- |
| Melhor marca do ano | 30:16.32 | Almaz Ayana | Etiópia       | 5 de agosto de 2017 |

## Medalhistas
| Ouro              | Prata                 | Bronze                  |
| Almaz Ayana (ETH) | Tirunesh Dibaba (ETH) | Agnes Jebet Tirop (KEN) |

## Tempo de qualificação
| Tempo de qualificação |
| --------------------- |
| 32:15.00              |

## Calendário
| Data                | Horário | Fase  |
| ------------------- | ------- | ----- |
| 5 de agosto de 2017 | 20:10   | Final |

Todos os horários estão no horário local (UTC+1)

## Resultados

### Final
A final da prova ocorreu dia 5 de agosto às 20:10.
| Pos.              | Atleta               | Nacionalidade  | Tempo    | Notas                |
| ----------------- | -------------------- | -------------- | -------- | -------------------- |
| Medalha de ouro   | Almaz Ayana          | Etiópia        | 30:16.32 | Melhor marca do ano  |
| Medalha de prata  | Tirunesh Dibaba      | Etiópia        | 31:02.69 | Recorde da temporada |
| Medalha de bronze | Agnes Jebet Tirop    | Quênia         | 31:03.50 | Recorde pessoal      |
| 4                 | Alice Aprot Nawowuna | Quênia         | 31:11.86 | Recorde da temporada |
| 5                 | Susan Krumins        | Países Baixos  | 31:20.24 | Recorde pessoal      |
| 6                 | Emily Infeld         | Estados Unidos | 31:20.45 | Recorde pessoal      |
| 7                 | Irene Chepet Cheptai | Quênia         | 31:21.11 | Recorde da temporada |
| 8                 | Molly Huddle         | Estados Unidos | 31:24.78 |                      |
| 9                 | Emily Sisson         | Estados Unidos | 31:26.36 |                      |
| 10                | Ayuko Suzuki         | Japão          | 31:27.30 | Recorde da temporada |
| 11                | Yasemin Can          | Turquia        | 31:35.48 |                      |
| 12                | Shitaye Eshete       | Bahrein        | 31:38.66 | Recorde da temporada |
| 13                | Mercyline Chelangat  | Uganda         | 31:40.48 | Recorde nacional     |
| 14                | Dera Dida            | Etiópia        | 31:51.75 |                      |
| 15                | Desi Mokonin         | Bahrein        | 31:55.34 |                      |
| 16                | Natasha Wodak        | Canadá         | 31:55.47 | Recorde da temporada |
| 17                | Darya Maslova        | Quirguistão    | 31:57.23 | Recorde da temporada |
| 18                | Sitora Hamidova      | Uzbequistão    | 31:57.42 | Recorde nacional     |
| 19                | Mizuki Matsuda       | Japão          | 31:59.54 |                      |
| 20                | Rachel Cliff         | Canadá         | 32:00.03 | Recorde pessoal      |
| 21                | Beth Potter          | Grã-Bretanha   | 32:15.88 |                      |
| 22                | Eloise Wellings      | Austrália      | 32:26.31 | Recorde da temporada |
| 23                | Failuna Abdi Matanga | Tanzânia       | 32:29.97 |                      |
| 24                | Miyuki Uehara        | Japão          | 32:31.58 |                      |
| 25                | Salome Nyirarukundo  | Ruanda         | 32:45.95 | Recorde da temporada |
| 26                | Madeline Hills       | Austrália      | 32:48.57 |                      |
| 27                | Charlotte Taylor     | Grã-Bretanha   | 32:51.33 |                      |
| 28                | Carla Salomé Rocha   | Portugal       | 32:52.71 |                      |
| 29                | Margarita Hernández  | México         | 33:06.53 |                      |
| 30                | Camille Buscomb      | Nova Zelândia  | 33:07.53 |                      |
| 31                | Carmen Martínez      | Paraguai       | 33:18.22 | Recorde nacional     |
| 32                | Sarah Lahti          | Suécia         | DNF      |                      |
| 32                | Jess Martin          | Grã-Bretanha   | DNF      |                      |

Legenda
| Recorde mundial       | Recorde mundial (World record)               |                       | Recorde africano                      | Recorde africano (African) |                                           | Q | Classificado por posição (Qualified) |
| Recorde do campeonato | Recorde do campeonato (Championship record)  | Recorde da América    | Recorde da América (Americas)         | q                          | Classificado por melhor tempo (Qualified) |   |                                      |
| Melhor marca do ano   | Melhor marca do ano (World leading)          | Recorde asiático      | Recorde asiático (Asian)              | DNS                        | Não largou (Did not start)                |   |                                      |
| Recorde nacional      | Recorde nacional (National record)           | Recorde europeu       | Recorde europeu (European)            | DNF                        | Não terminou (Did not finish)             |   |                                      |
| Recorde pessoal       | Recorde pessoal do atleta (Personal best)    | Recorde da Oceania    | Recorde da Oceania (Oceania)          | DSQ / DQ                   | Desclassificado (Disqualified)            |   |                                      |
| Recorde da temporada  | Recorde da temporada do atleta (Season best) | Recorde sul-americano | Recorde sul-americano (South America) | NM                         | Sem marca (No mark)                       |   |                                      |